# Національний парк Лахемаа
Націона́льний парк Ла́хемаа (ест. Lahemaa rahvuspark) — найбільший національний парк Естонії, що розташований за 70 км на схід від Таллінна. Загальна площа — 747,8 км², у тому числі площа на суші — 472,9 км², на воді — 274,9 км².

## Опис
Ландшафт парку досить різноманітний. Плоскогірні райони Харью і Віру, на яких розташований парк, були освоєні корінними поселенцями Естонії одними з перших. Так звана природна межа між плоскогір'ями і прибережною рівниною утворює Північно-Естонську скелясту плиту, яка виглядає особливо мальовничо в поєднанні з водоспадом. Саме ця плита поклала основу для зародження тут лісів і пляжів.
Південна частина національного парку Лахемаа простягається по широких лісах і болотах Кирвемаа.
Через парк протікає річка Лообу.

## Флора та фауна
Національний парк Лахемаа став домівкою для численних видів тварин і птахів, а також квітів і рослин.
З представлених тварин, зокрема, можна побачити ведмедів, вовків і рись.
З берегів пляжу, розташованих вздовж парку, часто можна побачити білих лебедів та інших перелітних водоплавних птахів.
У парку охороняються види птахів: беркут, підорлик малий, лелека чорний, орлан-білохвіст, скопа, пугач, турухтан, сич волохатий, рибалочка, щеврик польовий, бугай, лебідь малий (Cygnus columbianus bewickii), лебідь-кликун, вівсянка садова, дятел трипалий, пірникоза червоношия, глушець, тетерук, жовна чорна, мухоловка мала, осоїд, журавель сірий, орябок, дрімлюга, сичик-горобець, лунь очеретяний, лунь польовий, жайворонок лісовий, сорокопуд терновий, крячок полярний, кропив'янка рябогруда (Sylvia nisoria), сова довгохвоста, деркач, лелека білий. Під захистом перебувають перелітні птахи: шилохвіст, чирянка мала, свищ, крижень, попелюх, чернь чубата, чернь морська, гоголь, голуб-синяк, лебідь-шипун, мартин сизий, мартин чорнокрилий, мартин звичайний, турпан, крех великий, крех середній, кульон великий, гага звичайна, коловодник звичайний, чайка (Vanellus vanellus) та одуд.

## Туризм
Захоплюючі історично-природні та похідні маршрути, прокладені через парк, стануть екскурсом у давню історію естонських поселень, культурну спадщину балтійських німців, багаті екосистеми північно-естонських боліт і, нарешті, світ бобрів.
Неподалік від села Алтья, також на території парку, розташований єдиний в Естонії музей геології просто неба.
Внизу — найвідоміше в парку невелике село на пляжі пропонує можливості для туристичного розміщення під час відпочинку. Зупинитися можна і в кількох мизах на території парку.

## Галерея

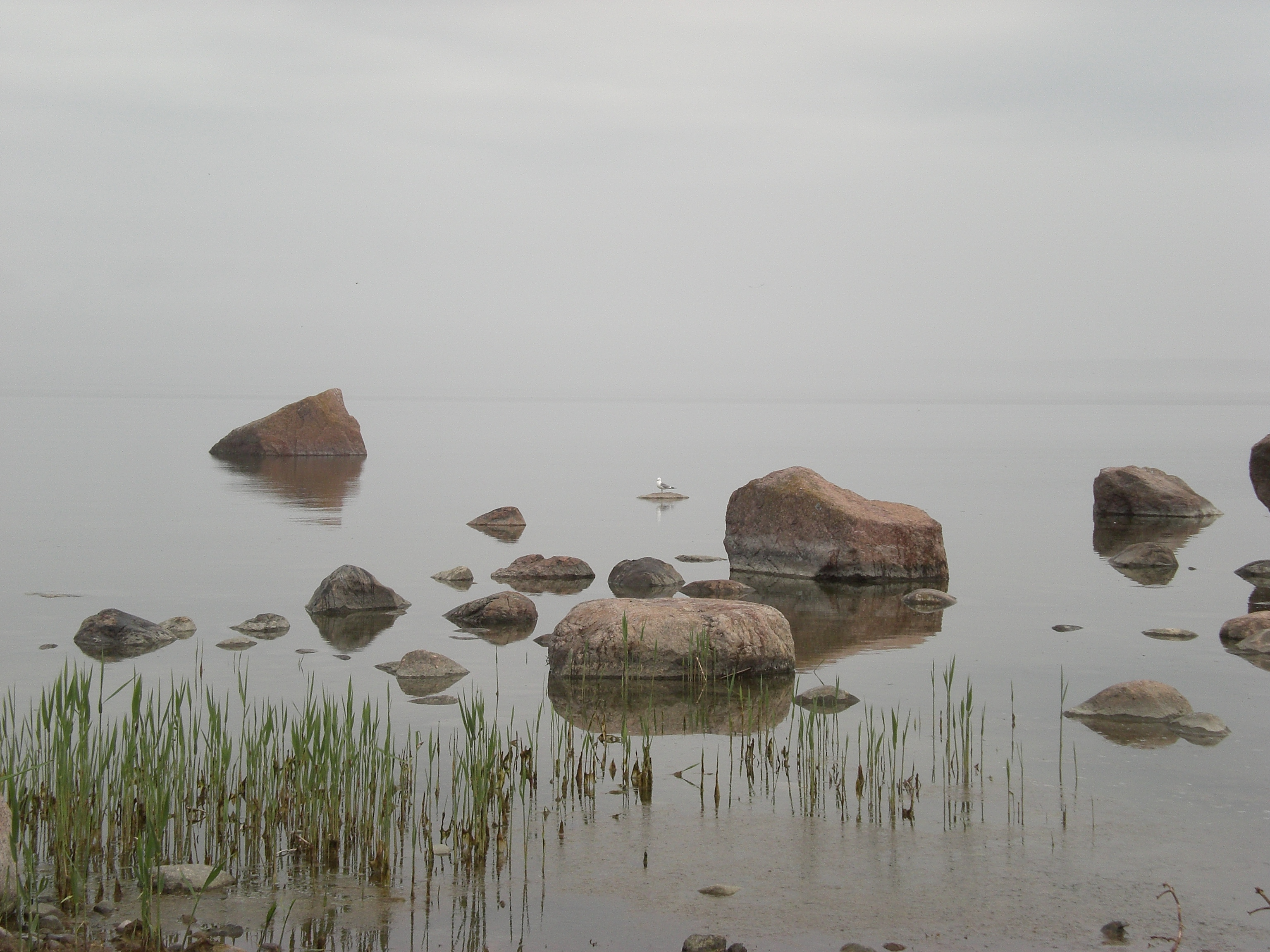
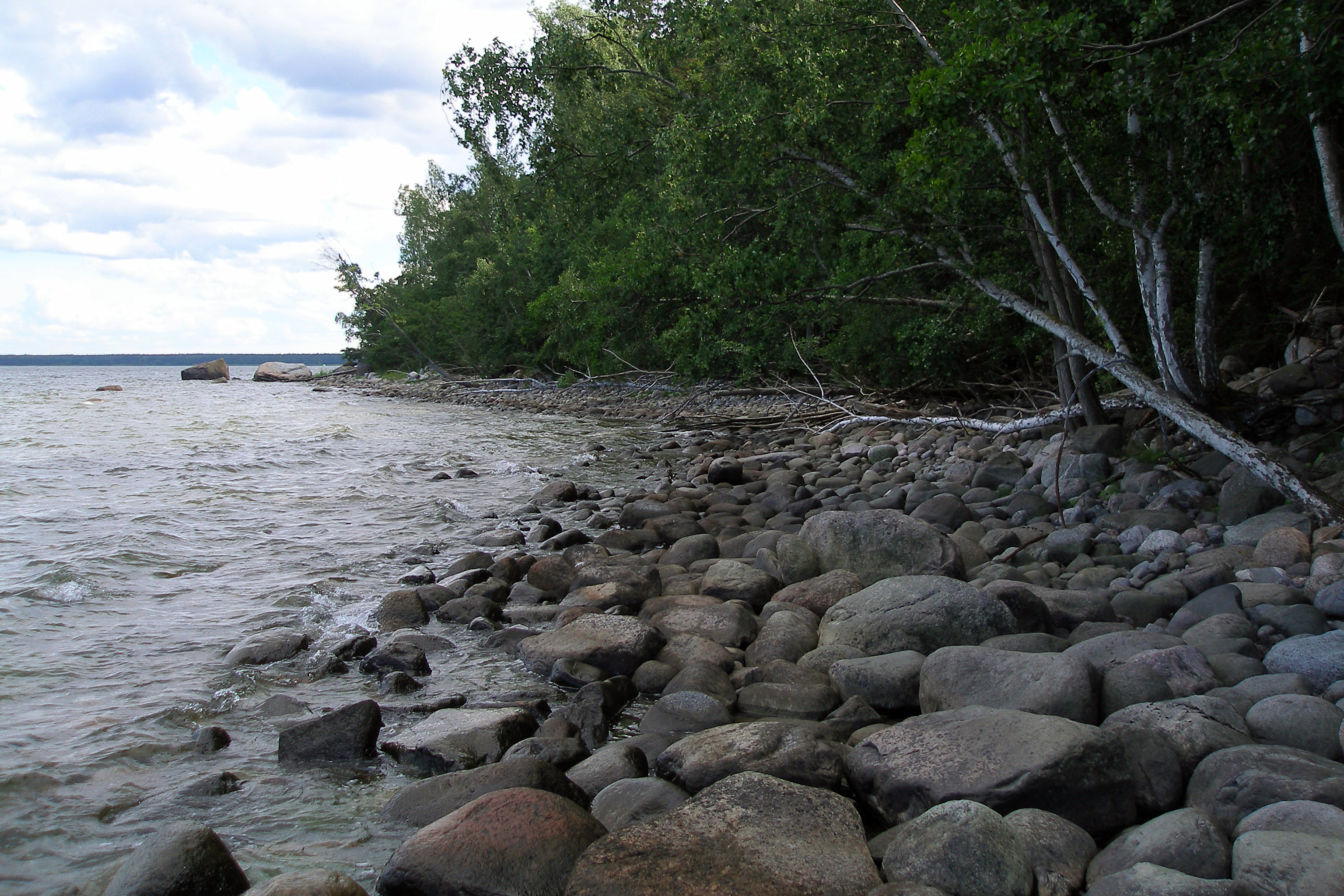
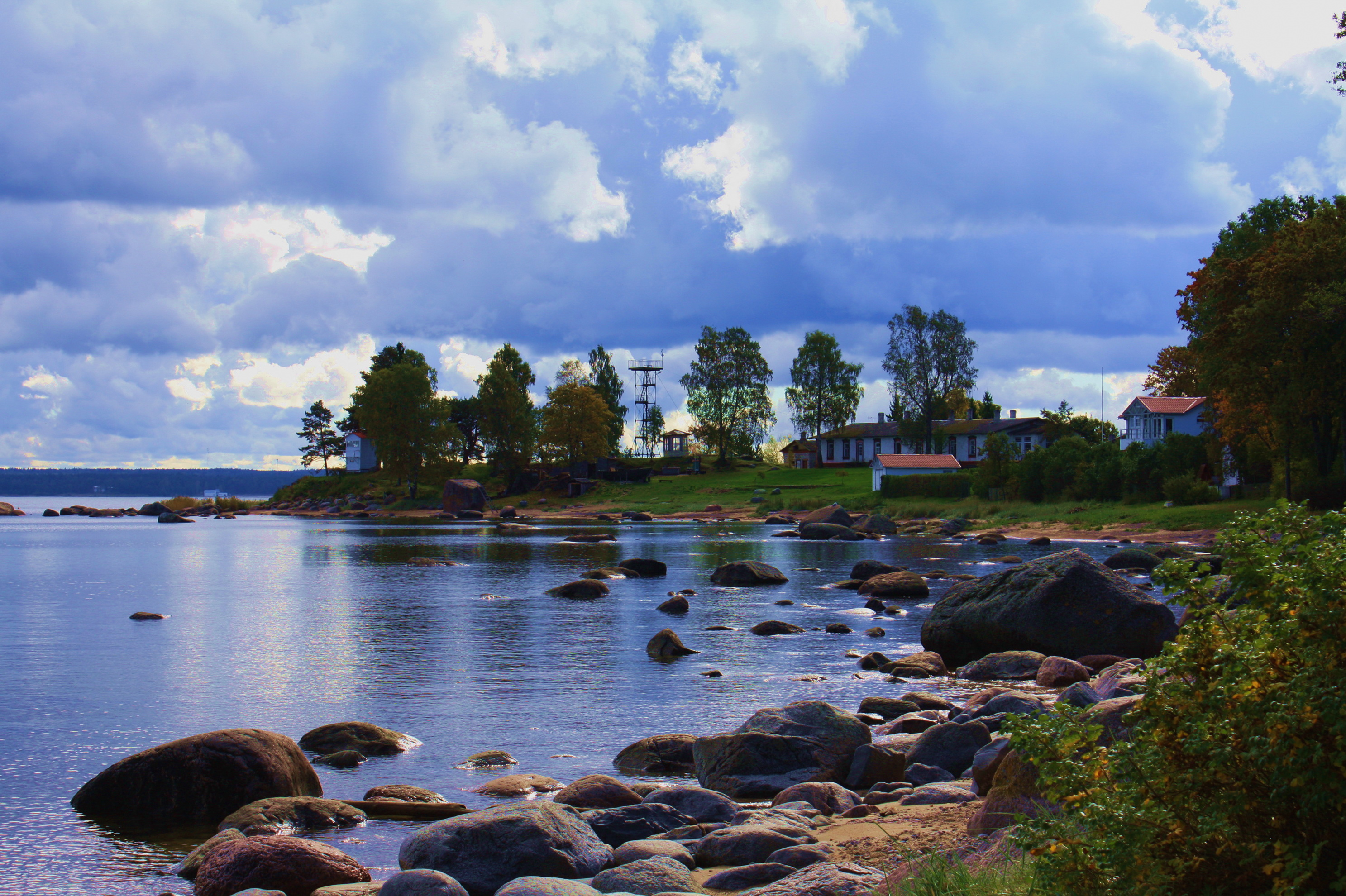
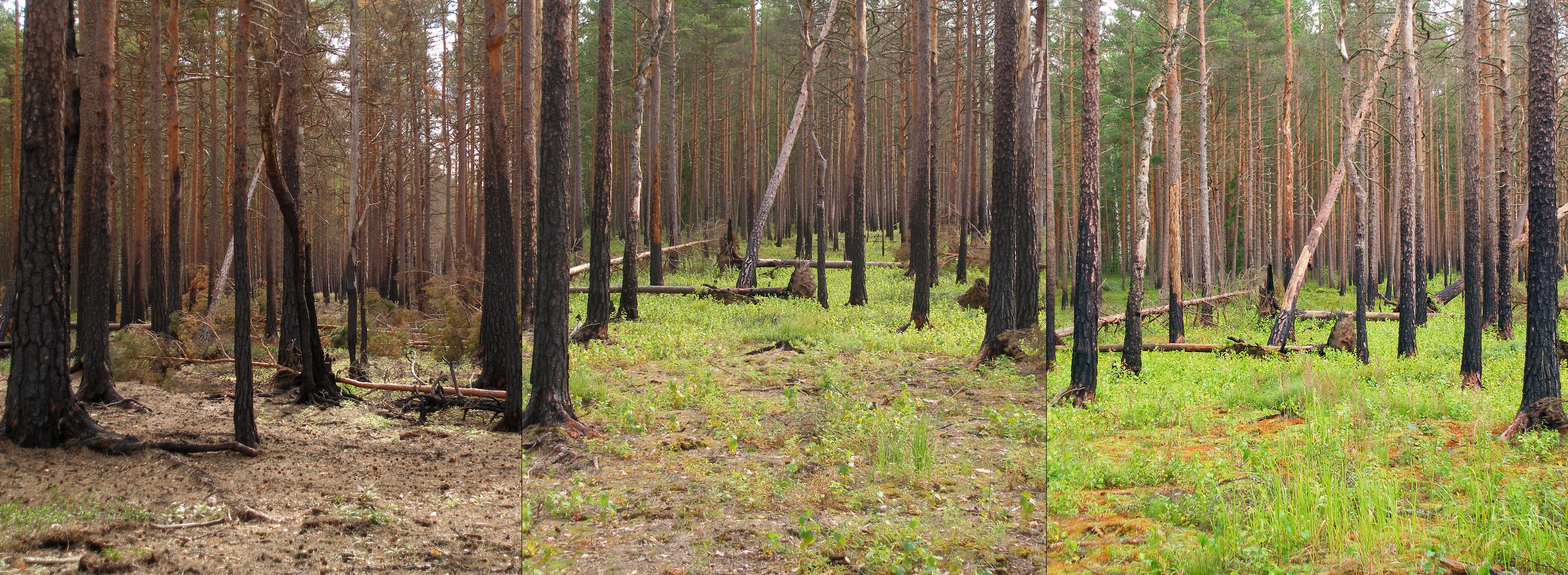
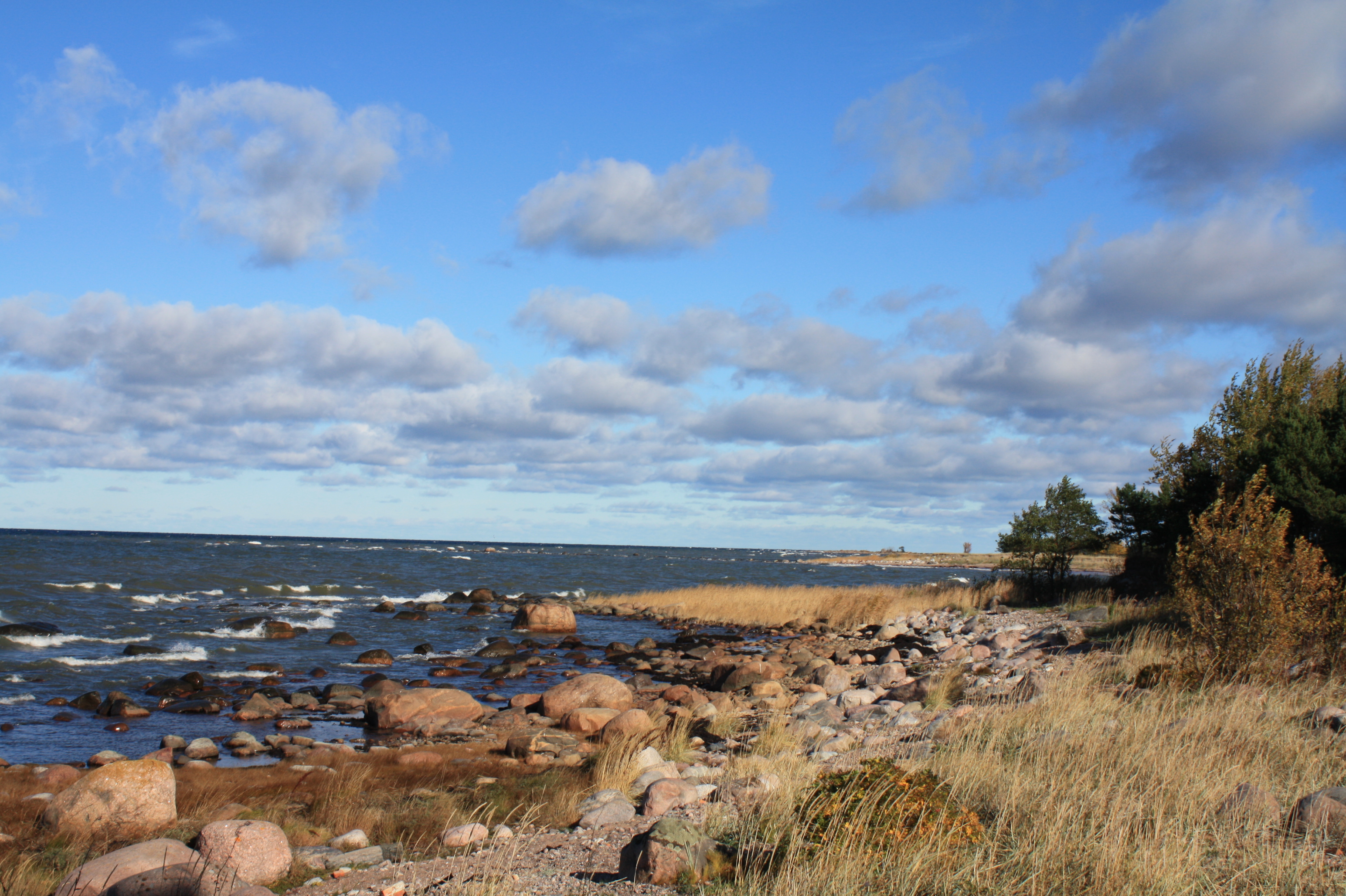
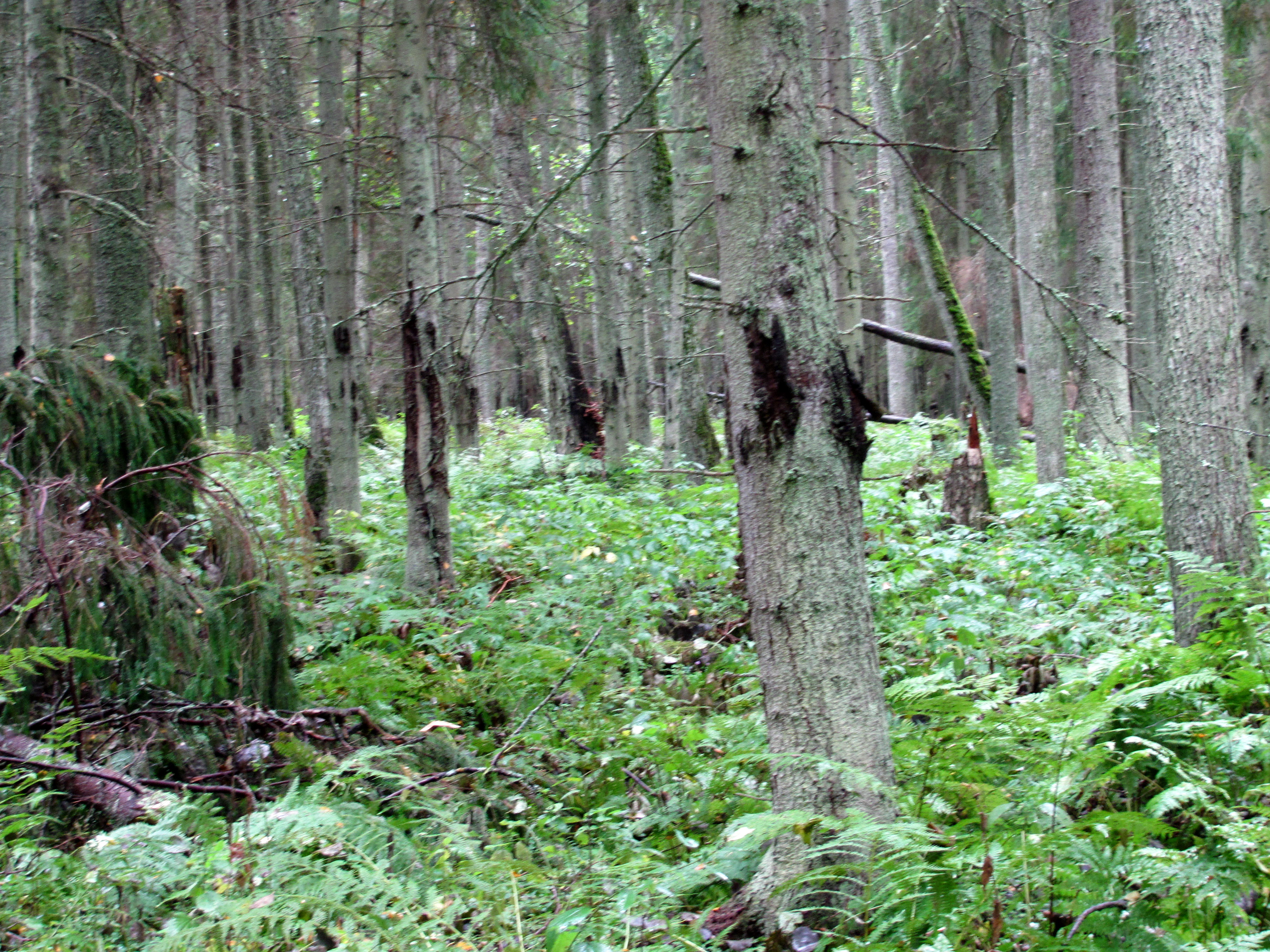
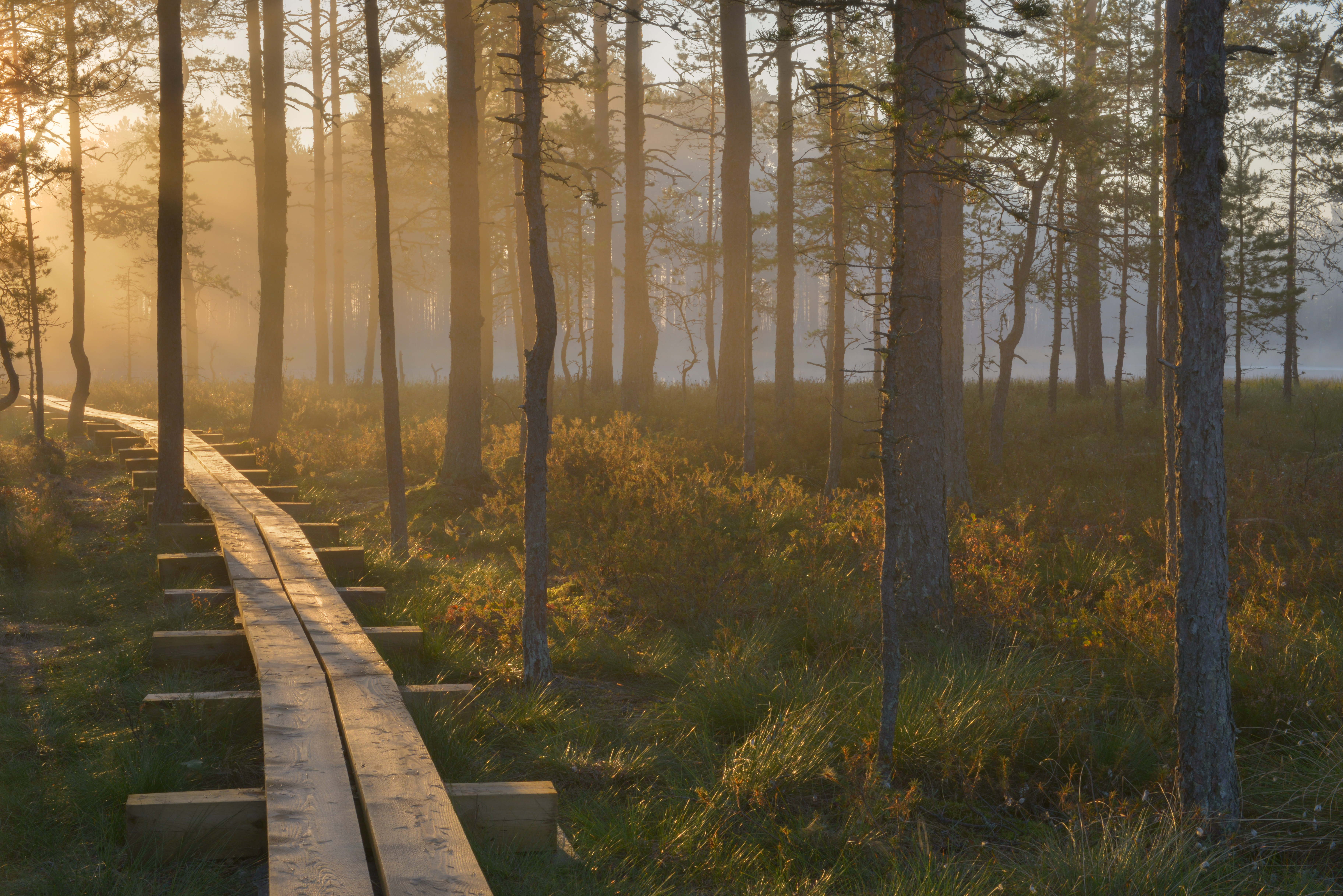
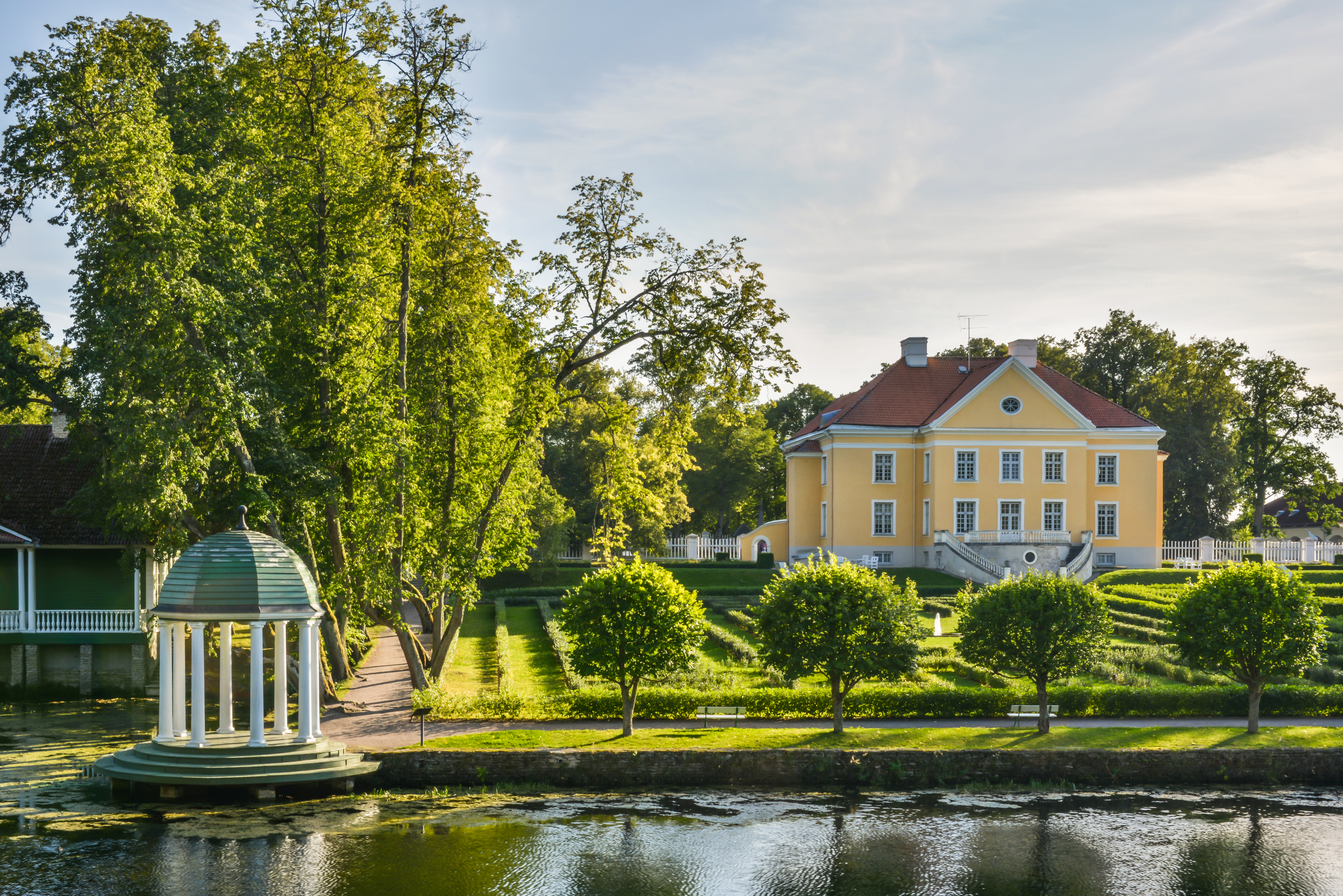
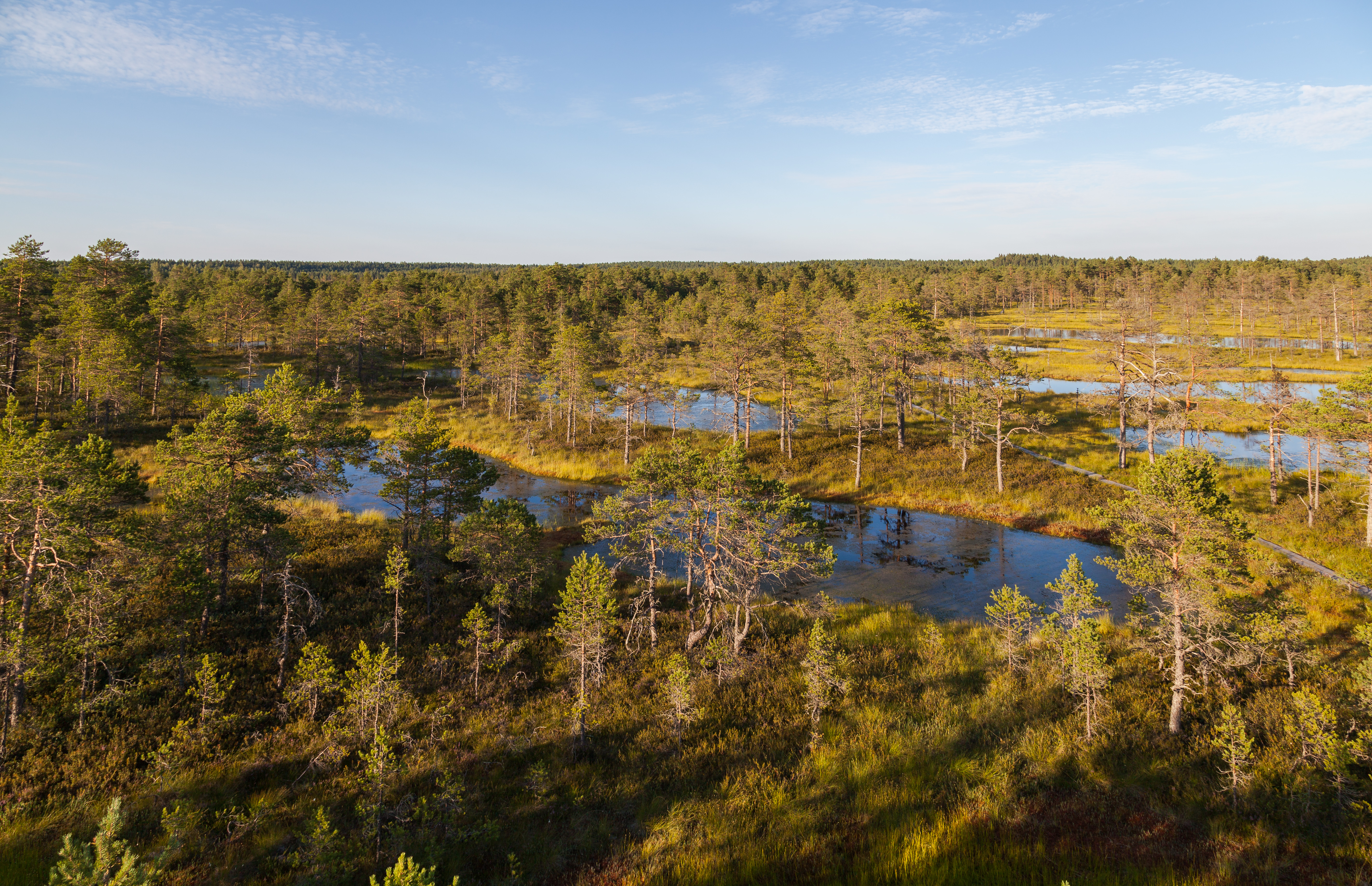
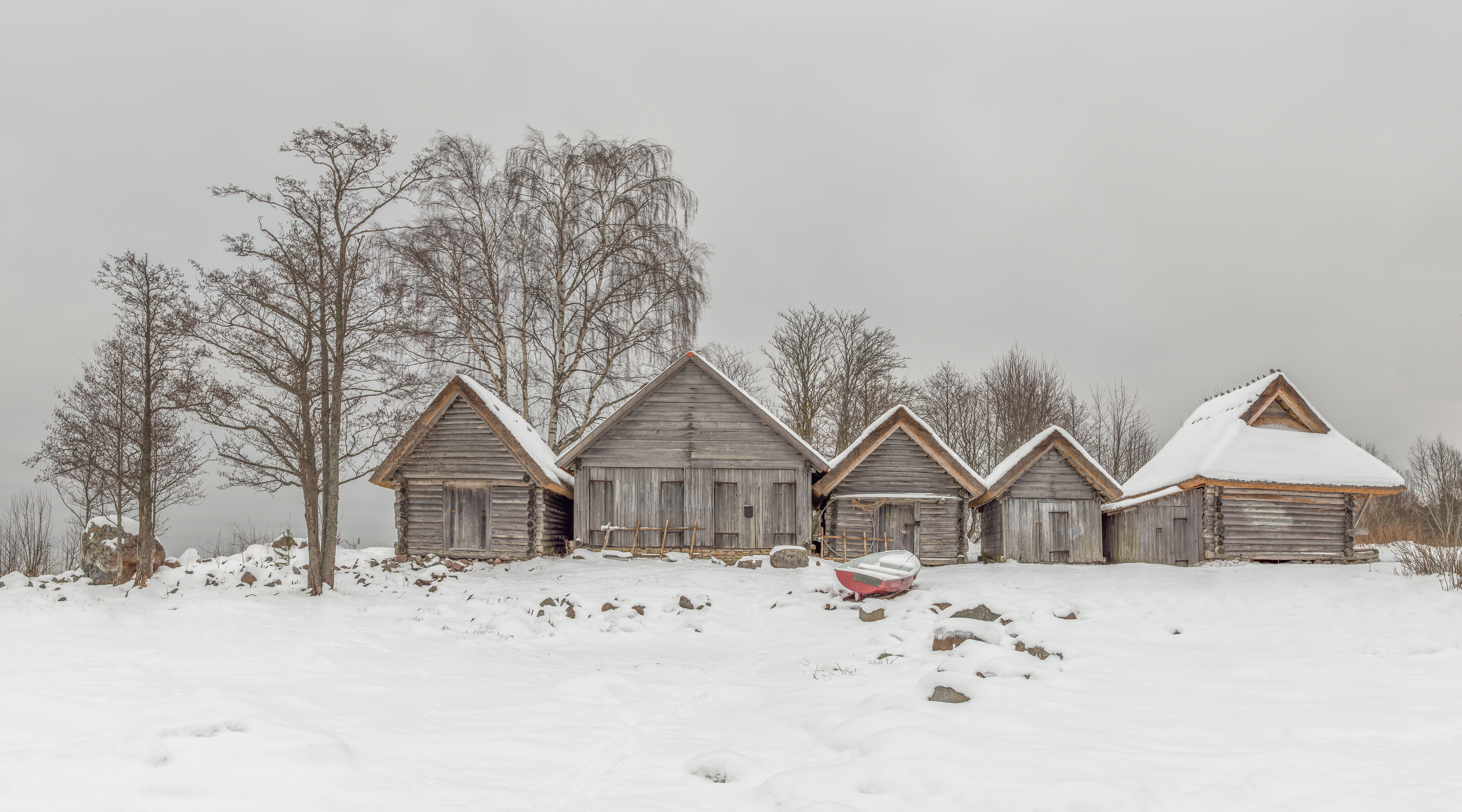
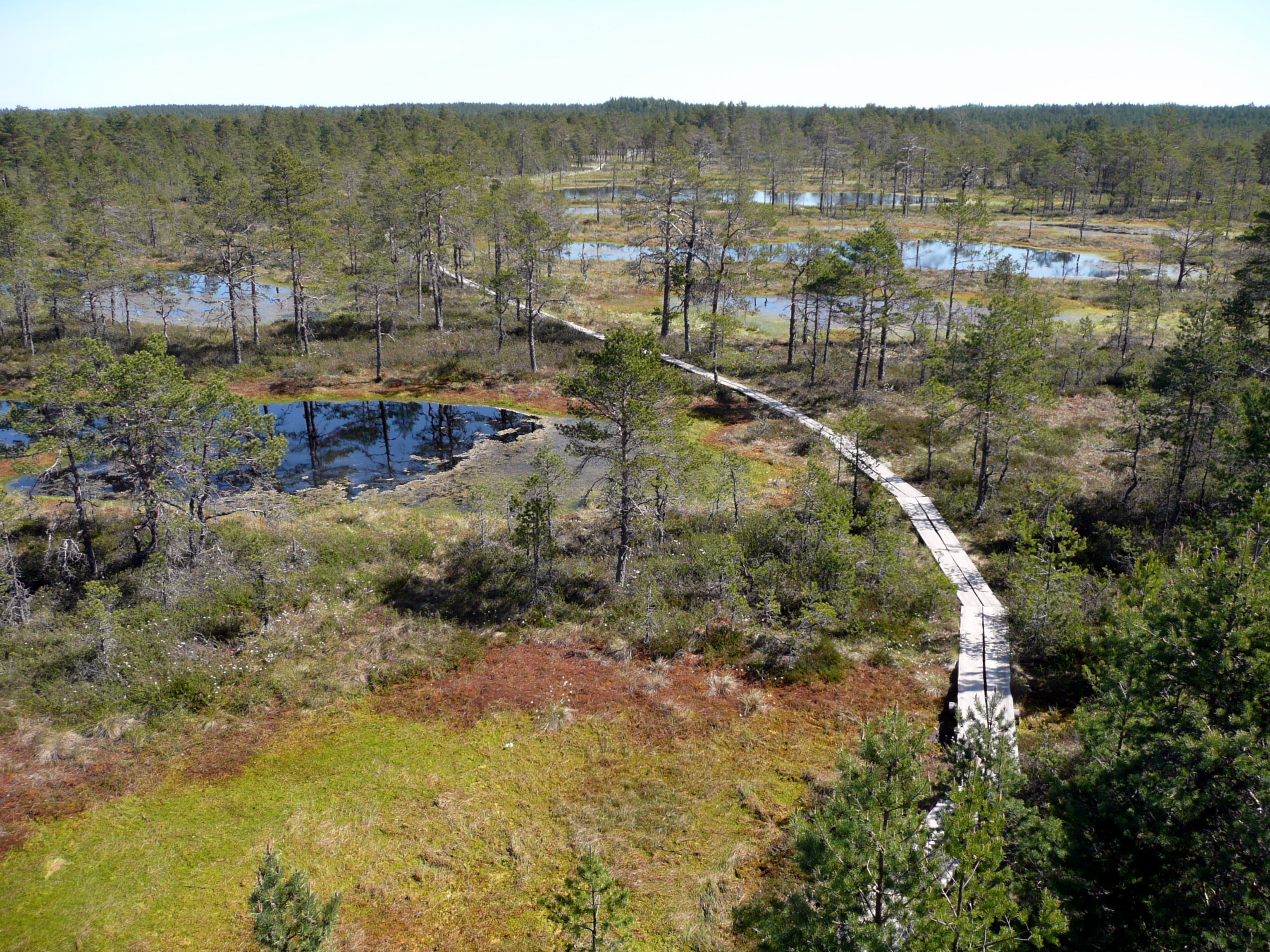
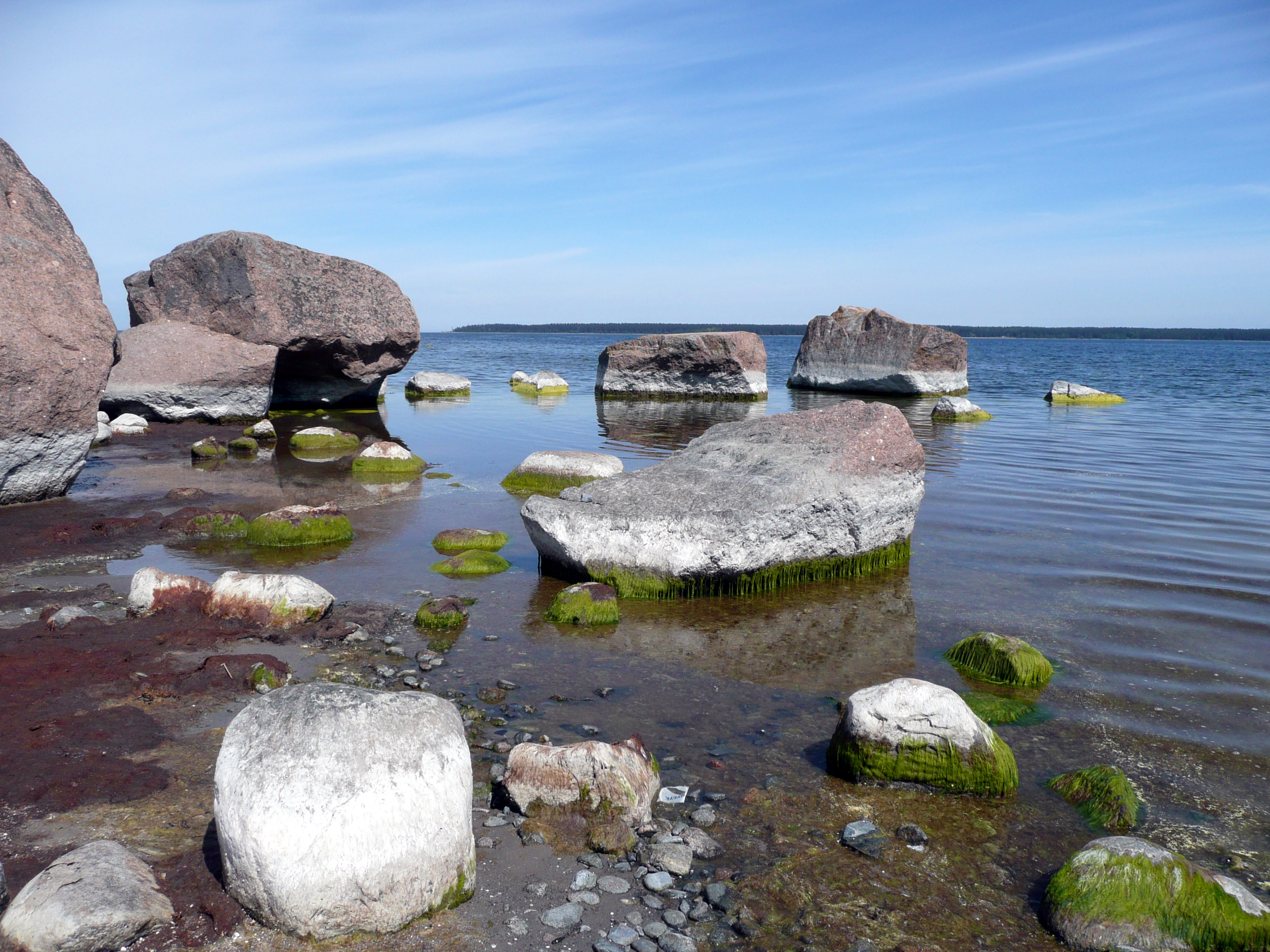